# باغک (میناب)
باغک سرنی، روستایی از توابع بخش توکهور شهرستان میناب در استان هرمزگان ایران است.

## جمعیت
این روستا در دهستان کریان قرار دارد و براساس سرشماری مرکز آمار ایران در سال ۱۳۸۵، جمعیت آن ۶۴ نفر (۱۵خانوار) بوده‌است.